# Villafranca del Campo (kommun)
Villafranca del Campo är en kommun i Spanien.   Den ligger i provinsen Provincia de Teruel och regionen Aragonien, i den centrala delen av landet, 200 km öster om huvudstaden Madrid. Antalet invånare är 323.